# Латеранские каноники

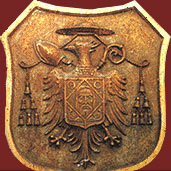
Герб латеранских каноников

Латеранские каноники  (лат. Ordo Canonicorum Regularium Sancti Augustini Congregatio, CRL) — католическая мужская монашеская конгрегация регулярных каноников, основанная на уставе святого Августина.

## История
Первоначальной основой каноников были стихийно возникавшие с IV века объединения католических священников. Эти объединения епархиального духовенства, целью которых была совместная проповедническая или иная деятельность, подчинялись местному епископу. В 1059 году на Латеранском Соборе произошла реформа канонического права, разрешавшая формировать новые церковные объединения. 1059 год считается официальной датой возникновения латеранских каноников. Ранее канонически непризнанные объединения епархиального духовенства стали формировать свою духовную жизнь на основе устава святого Августина. В 1105 году группа католических священников открыла приход на Латеране, вокруг которого стала формироваться первая община монашеской конгрегации латеранских каноников. В XIII—XIV веках в различных епархиях Римско-Католической Церкви существовали многочисленные необъединённые между собой группы епархиальных священников. В 1544 году Римский папа Пий IV признал общину в Латеране примером для остальных групп епархиальных священников. С этого года началось постепенное объединение в единую структуру независимых объединений епархиальных священников, которая стала называться «Конгрегация Регулярных каноников святого Августина». Часть не вступивших в эту конгрегацию общин епархиальных священников со временем стала основой появления новых конгрегаций и орденов (например, норбертины, Орден Святого Гроба Господня). 25 мая 1959 года апостольским посланием «Caritas Unitas» Римского папы Иоанна XXIII была образована Конфедерация каноников, объединяющая различные группы священников, называющих себя канониками.

## Духовность конгрегации
Члены конгрегации латеранских каноников строят свою духовную жизнь на основе устава святого Августина. Латеранские каноники практикуют три монашеских обета: послушание, целомудрие и нищету. В пастырской деятельности латеранские каноники не уделяют своё внимание какой-либо особой духовной или благотворительной деятельности, занимаясь в основном насущными проблемами католического прихода, в котором они служат.
Одеянием члена конгрегации является чёрная сутана, которая надевается в повседневные дни и белая сутана, которую латеранские каноники надевают в праздничные и воскресные дни.

## Настоящее время
По данным на 2012 год общее число членов конгрегации составляло 240 человек, из которых 205 священников. Латеранским каноникам принадлежит 74 обители.
Структура конгрегации латеранских каноников построена на конфедеративной основе. Каждая община независима от другой. Во главе каждой общины стоит аббат-примас. Конгрегацией управляет генеральный аббат, выносящий окончательное решение при большинстве голосов аббатов-примасов.

## Другие конгрегации каноников
- Латеранская конгрегация каноников Святейшего Спасителя
- Австрийская конгрегация каноников
- Конгрегация каноников святого Маврикия
- Конгрегация каноников Непорочного зачатия
- Конгрегация каноников Матери Спасителя
- Конгрегация Виндесхайм
- Конгрегация каноников-братьев совместной жизни
- Конгрегация каноников викторинов